# Che sarà/There's No One About
Che sarà/There's No One About è un singolo di José Feliciano, pubblicato dalla RCA Victor nell 1971, che anticipa l'album Che sarà.

## I brani
Il brano presente sul lato A ha partecipato al Festival di Sanremo 1971 in abbinamento con i Ricchi e Poveri, aggiudicandosi il 2º posto.
Il lato B del singolo è, invece, un brano scritto interamente da José Feliciano.

## Tracce
1. Che sarà (Festival di Sanremo 1971) – 3:30 (Franco Migliacci, Jimmy Fontana, Italo Greco, Carlo Pes)
2. There's No One Above – 1:40 (José Feliciano)